# Exodus (banda polonesa)
Exodus foi uma banda de rock sinfônico polonesa ativa entre 1976 e 1985.
Além de ser considerada como provavelmente a melhor banda de rock progressivo da Polônia, é chamada de o "Yes polonês" por muitos devido ao som sinfônico e ao vocal agudo e suave de Pawel Birula.

## Membros
- Andrzej Puczyński - guitarra
- Wojciech Puczyński - baixo
- Władysław Komendarek - teclados
- Paweł Birula - vocais, guitarra de 12 cordas
- Zbigniew Fyk - bateria

outros
- Marek Wójcicki - guitarra
- Kazimierz Barlasz - vocais
- Jacek Olejnik - teclados
- Bogdan Łoś - guitarra
- Joanna Rosińska - vocais

## Discografia

### Álbuns
- Nadzieje, niepokoje, (gravado em 1977, lançado em 2006 na caixa The Most Beautiful Dream. Anthology 1977-1985)
- The Most Beautiful Day (1980)
- Supernova (1981)
- Singles Collection (1992)
- Najpiękniejszy dzień (2000)
- Hazard (gravado em 1983, lançado em 2006 na caixa The Most Beautiful Dream. Anthology 1977-1985)

### Singles
- Uspokojenie wieczorne/To co pamiętam
- Niedokończony sen/Dotyk szczęścia
- Ostatni teatrzyk objazdowy
- Spróbuj wznieść się wyżej/Jest taki dom
- Jestem automatem/Najdłuższy lot (1982)
- Kosmiczny ojcze/Ta frajda (1985)